# 釜石鉱山鉄道
釜石鉱山鉄道（かまいしこうざんてつどう、旧字体：釜石鑛山鐵道󠄁）は、かつて岩手県釜石市の釜石 - 大橋間に存在した釜石鉱山から釜石製鉄所への鉱石を輸送するために用いられていた鉱山鉄道である。
日本で3番目の鉄道として開業したものの僅か3年で廃止され、その後馬車鉄道として復活し、後に蒸気運転に切り替えられ、何度も経営母体が変わってその過程で旅客を扱うようになり、さらには並行して国有鉄道釜石線が開業してその旅客扱いが廃止されるなど、複雑な経緯をたどっている。

## 路線データ
1934年（昭和9年）当時
- 路線距離：釜石 - 大橋間16.0 km
- 駅数：8
- 軌間：762 mm
- 複線区間：なし（全線単線）
- 電化区間：なし（全線非電化）

起点の鈴子（釜石）より先の製鉄所内にも線路がはりめぐされ、さらに釜石港の桟橋に向かう線路が敷設され、製品の出荷や石炭（北海道炭）、くず鉄、雑貨など船荷の輸送に使用された。その総延長は57.0 km、分岐器数は520箇所、ダイヤモンドクロッシングは23箇所であった。

## 沿革

### 工部省釜石鉄道
- 1880年（明治13年）
  - 2月17日 工部省釜石鉄道として、釜石桟橋 - 大橋間18kmの本線と小佐野 - 小川山（わらびの）間4.9kmの支線、さらに工場への支線を含めた総延長26.3kmの鉱山専用鉄道試運転開始。
ただし、この時点で本線はまだ終点の大橋には達しておらず、支線も全線竣工は1881年（明治14年）9月であった。
  - 9月7日 製鉄所・鉄道仮開業式（主賓の皇族が来釜しなかったため。式典自体は予定通り実施された）。
新橋駅 - 横浜駅（現、桜木町駅）間鉄道、京都駅 - 神戸駅間鉄道に続く、日本で3番目に開業した鉄道である。軌間は838mm（2フィート9インチ）の特殊なものであったが、レールは16kg平底と丈夫なものを使用した。機関車は、英国シャープ・スチュアート社から輸入したサドルタンク式の3両を使用した。
- 1882年（明治15年）
  - 3月1日 製鉄所燃料用の炭焼竈の大半が失火により焼失して製鉄所が休止。それに伴い、遊休施設となった釜石鉄道は一般開放され旅客運輸を開始[2]。
  - 12月13日 大橋からの列車が雪のため停止ができずに唄貝に留置していた車両に衝突。死傷者を出す事故となった[3]
  - 12月 官営製鉄所の操業停止と鉱山閉山により、鉄道全廃。
燃料となる木炭が不足したことと、代替燃料となるコークス使用の目処が立たなかったことが原因という。機関車2両と軌条は、大阪の阪堺鉄道（現、南海電気鉄道）へ売却された。このため、同鉄道も当初は838mm軌間となった。残りの1両はブレーキ故障による衝突事故のため運転台が大破していたため阪堺鉄道では引き取らず、のちに九州の三池港務所にわたり応急修理して使用された。

### 釜石鉱山馬車鉄道
- 1884年（明治17年） 政府御用商人の田中長兵衛と、その娘婿であった横山久太郎が鉱山再興に着手。
- 1887年（明治20年） この前年、日本国内初の高炉による連続出銑に成功したのを踏まえ、7月に釜石鉱山田中製鉄所が設立される。
- 1894年（明治27年） 製鉄所と大橋の鉱山を結ぶ釜石鉱山馬車鉄道が、釜石町 - 甲子村間に軌間762mmで開業（5月23日特許11月28日開業許可）[4][5]。

### 蒸気鉄道化以後
- 1911年（明治44年）11月3日 馬車鉄道は蒸気運転に切り替えられた上で区間が変更され、鈴子（後、釜石→釜石製鉄） - 大橋間15.52km間は二代目・田中長兵衛の個人経営鉱山鉄道（地方鉄道）となる[6][7]。
- 1914年（大正3年） 釜石電気により、大橋 - 仙人峠間に貨物用の索道開通。また、岩手軽便鉄道（後、釜石西線→釜石線）の遠野駅 - 仙人峠駅（後、廃止）間開通。
- 1915年（大正4年）11月23日 岩手軽便鉄道、花巻駅 - 仙人峠駅間全通。
以上により、鉄道・索道による花巻 - 釜石連絡ルートが完成。 旅客は仙人峠を約3時間の徒歩で超えて連絡していたが、現在の釜石線の原型ができたことになる。
- 1917年（大正6年）3月 法人の田中鉱山に鉱石鉄道譲渡
- 1924年（大正13年）7月11日 田中鉱山が三井財閥下に入り、釜石鉱山に社名変更。またこの年、笛吹峠経由によって、遠野 - 釜石間の自動車線（バス）が運行を開始。
- 1934年（昭和9年）2月1日 日本製鐵設立により、釜石製鉄所は同社の経営となる。
- 1939年（昭和14年）9月17日 鉄道省山田線の盛岡駅 - 釜石駅間全通。省線と釜石鉱山線の間で連絡運輸を開始。
- 1940年（昭和15年）2月22日 鉱石鉄道は、日本製鐵傘下の日鉄鉱業の経営となる。
- 1944年（昭和19年）10月11日 日鉄鉱業線の一般旅客・貨物営業廃止[8]、専用鉄道に転換。釜石駅 - 陸中大橋駅間に、日鉄鉱業線に並行して貨物線の釜石東線が開業。
- 1945年（昭和20年）6月15日 釜石東線の旅客営業開始。
- 1950年（昭和25年）10月10日 足ケ瀬駅 - 陸中大橋駅間開業に伴い、釜石西線・釜石東線を統合して花巻駅 - 釜石駅間の釜石線全通。前後して日鉄鉱業線で残されていた通勤旅客輸送も廃止され、富士製鐵の鉱石貨物専用線となる。
- 1965年（昭和40年）4月1日 全線廃止。
市街地を鉄道が通過していたことから、自動車交通量が増えた道路を拡張する際に支障となるといった理由で廃止された。

## 旅客列車運行概要
1920年12月末
- 混合列車2往復、貨物列車4往復[9]

1922年2月改正当時
- 運行本数：鈴子 - 大橋間2往復
- 所要時間：55-58分

1941年11月15日改正当時
- 運行本数：釜石製鉄 - 大橋間5往復半
- 所要時間：55-61分

## 駅一覧
| 名称   | 駅間距離（km） | 所在地               | 設置日         | 備考                                              |
| ------ | -------------- | -------------------- | -------------- | ------------------------------------------------- |
| 釜石   |                | 釜石町釜石第十四地割 | 1911年11月3日  | 開業時鈴子1930年12月1日釜石へ変更、その後釜石製鉄 |
| 小佐野 | 2.4            | 甲子村第十四地割     | 1922年4月1日   |                                                   |
| 大畑   | 4.5            | 甲子村第九地割       | 1911年11月3日  |                                                   |
| 洞泉   | 2.1            | 甲子村第五地割       | 1920年5月2日   | 開業時貨物駅1927年に一般駅になる                  |
| 大松   | 2.6            | 甲子村第三地割       | 1911年12月24日 |                                                   |
| 大橋   | 4.4            | 甲子村第一地割       | 1911年11月3日  |                                                   |

- 雑誌記事によれば戦後の専用鉄道時代に小佐野 - 大畑間に松倉、大松 - 大橋間に唄貝があるが[17]、戦前の地方鉄道時代には見当たらない[18]、なお鉄道省文書には大松大橋間、釜石起点13.410km付近に信号所新設という記録がある[19]。
- 釜石製鉄駅は現在の国道283号上に存在した。
- 洞泉駅は、釜石線の洞泉駅のやや南東にあり、駅の西側で釜石線が日鉄鉱業線を跨ぎ越していた。
- 大橋駅手前でも釜石線と日鉄鉱業線が立体交差しており、大橋駅は停車駅型スイッチバックの終着駅であった。

## 接続路線
- 釜石製鉄駅：山田線（釜石駅）

## 輸送・収支実績
| 年度 | 乗客（人） | 貨物量（トン） | 営業収入（円） | 営業費（円） | 益金（円） | その他益金（円）     | その他損金（円） |
| ---- | ---------- | -------------- | -------------- | ------------ | ---------- | -------------------- | ---------------- |
| 1911 | 5,977      | 34,167         | 8,279          | 8,041        | 238        |                      |                  |
| 1912 | 41,622     | 213,607        | 53,382         | 52,547       | 835        |                      |                  |
| 1913 | 37,072     | 249,269        | 59,225         | 58,864       | 361        |                      |                  |
| 1914 | 40,077     | 202,046        | 53,022         | 51,273       | 1,749      |                      |                  |
| 1915 | 36,173     | 158,076        | 43,431         | 42,328       | 1,103      |                      |                  |
| 1916 | 56,840     | 198,870        | 68,085         | 59,061       | 9,024      |                      |                  |
| 1917 | 59,927     | 215,763        | 73,054         | 88,322       | ▲ 15,268   |                      |                  |
| 1918 | 74,327     | 237,447        | 102,417        | 118,538      | ▲ 16,121   |                      |                  |
| 1919 | 76,900     | 184,676        | 124,981        | 142,633      | ▲ 17,652   |                      |                  |
| 1920 | 89,216     | 158,441        | 234,579        | 273,543      | ▲ 38,964   |                      |                  |
| 1921 | 62,913     | 77,734         | 139,568        | 134,218      | 5,350      |                      |                  |
| 1922 | 58,585     | 68,793         | 142,700        | 134,247      | 8,453      |                      |                  |
| 1923 | 63,017     | 86,285         | 172,794        | 151,280      | 21,514     |                      |                  |
| 1924 | 65,109     | 88,287         | 178,408        | 156,119      | 22,289     |                      |                  |
| 1925 | 60,902     | 104,418        | 183,874        | 138,767      | 45,107     |                      | 鉱山339,117      |
| 1926 | 59,874     | 134,225        | 217,480        | 152,902      | 64,578     |                      |                  |
| 1927 | 45,025     | 153,608        | 231,716        | 165,355      | 66,361     |                      |                  |
| 1928 | 40,829     | 154,748        | 244,374        | 182,500      | 61,874     |                      |                  |
| 1929 | 41,822     | 192,226        | 307,449        | 219,726      | 87,723     |                      | 雑損2,049        |
| 1930 | 33,495     | 182,736        | 304,599        | 227,963      | 76,636     |                      |                  |
| 1931 | 24,804     | 140,786        | 216,566        | 145,830      | 70,736     |                      | 償却金2,135      |
| 1932 | 19,254     | 165,502        | 219,973        | 122,333      | 97,640     | 財産価格償却益69,932 | 償却金69,907     |
| 1933 | 27,493     | 243,783        | 339,699        | 194,468      | 145,231    |                      |                  |
| 1934 | 46,734     | 332,103        | 318,519        | 108,392      | 210,127    |                      |                  |
| 1935 | 64,253     | 384,119        | 326,545        | 84,400       | 242,145    |                      |                  |
| 1936 | 75,057     | 447,252        | 383,037        | 102,001      | 281,036    |                      |                  |
| 1937 | 103,430    | 395,592        | 350,166        | 102,022      | 248,144    |                      |                  |
| 1939 | 257,145    | 346,545        |                |              |            |                      |                  |
| 1941 | 709,601    | 573,295        |                |              |            |                      |                  |
| 1943 | 1,002,011  | 1,236,654      |                |              |            |                      |                  |

- 鉄道院年報、鉄道院鉄道統計資料、鉄道省鉄道統計資料、鉄道統計資料、鉄道統計、国有鉄道陸運統計各年度版

## 車両

### 車両数の推移
| 年度      | 機関車 | 客車 | 貨車 | 貨車 |
| 年度      | 機関車 | 客車 | 有蓋 | 無蓋 |
| --------- | ------ | ---- | ---- | ---- |
| 1911      | 3      | 2    | 3    | 104  |
| 1912      | 3      | 3    | 3    | 204  |
| 1913-1916 | 5      | 3    | 3    | 274  |
| 1917      | 5      | 4    | 3    | 334  |
| 1918      | 7      | 4    | 3    | 334  |
| 1919      | 9      | 4    | 9    | 661  |
| 1920      | 10     | 4    | 9    | 671  |
| 1921-1922 | 11     | 4    | 9    | 671  |
| 1923      | 10     | 4    | 9    | 671  |
| 1924      | 10     | 4    | 9    | 693  |
| 1925      | 10     | 4    | 9    | 262  |
| 1926      | 9      | 4    | 9    | 282  |
| 1927      | 9      | 5    | 9    | 282  |
| 1928      | 9      | 5    | 9    | 336  |
| 1929      | 9      | 5    | 6    | 348  |
| 1930      | 12     | 5    | 6    | 360  |
| 1931-1932 | 15     | 5    | 6    | 360  |
| 1933      | 17     | 5    | 6    | 360  |
| 1934-1937 | 5      | 5    | 6    | 71   |

- 鉄道院年報、鉄道院鉄道統計資料、鉄道省鉄道統計資料、鉄道統計資料、鉄道統計各年度版